# Elaiza
Elaiza er en tysk-polsk-ukrainsk musikgruppe, der repræsenterede Tyskland ved Eurovision Song Contest 2014 med nummeret "Is It Right".

## Biografi
Elaiza dannedes i 2013. Gruppen indspillede i marts samme år demo-LP'en March 28 og vandt senere på året Newcomer Award på festivalen Women of the World. Den deltog den 13. marts 2014 i Unser Song für Dänemark, den tyske forhåndsudvælgelse til Eurovision Song Contest 2014, med to sange, "Is It Right" og "Fight Against Myself". Her vandt den med "Is It Right" og dermed retten til at repræsentere Tyskland med dette nummer ved Eurovision 2014 i København. Her opnåede det en 18. plads i finalen den 10. maj.